# Jens Pauli Heinesen
Jens Pauli Heinesen, född 12 november 1932 i Tórshavn, död 19 juli 2011, var en färöisk författare.
Heinesen slog igenom med romantrilogin Tú upphavsins heimur (Du begynnelsens värld) år 1962 till 1966. Trilogin skildrar inträngande vår tids förvandling av det färöiska bondesamhället. Han är även känd för sina noveller där några även är översatta till svenska.
Boken Frænir eitur ormurin (Fafner heter draken) som kom år 1973 medförde att Heinesen införde en mer komplicerad berättarstruktur i den färöiska romankonsten. Under perioden 1980-92 skrev han en stor romansvit i sju delar. De sju delarna kallas tillsammans Á ferð inn í eina óendaliga søgu (På väg in i en oändlig historia).
Övriga verk som kan nämnas är bland annat romanen Rekamadurin (Vrakgods) från år 1992.
Heinesen tog emot Färöarnas litteraturpris fyra gånger; 1959, 69, 73 och 93.